# Bedugul

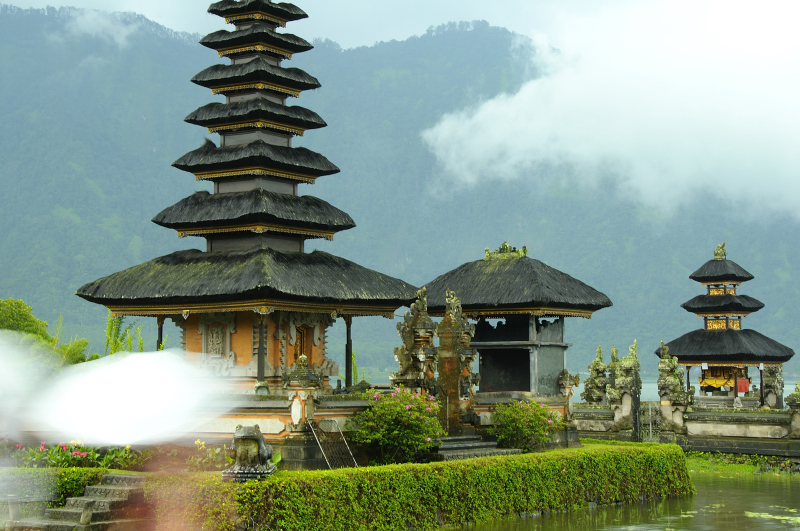
Templo Pura Ulun Danu en Bedugul, Bali, Indonesia.

Bedugul es una población de Indonesia ubicada en la región montañosa del centro de la isla de Bali, junto al lago Bratan y a pocos kilómetros de los lagos Buyan y Tambligan.
Debido a su altitud de 1500 metros sobre el nivel del mar, goza de un clima suave que la hace proclive al turismo.[cita requerida]
- Wikimedia Commons alberga una categoría multimedia sobre Bedugul.

- Datos: Q2517139
- Multimedia: Bedugul / Q2517139